# Martin Candinas
Martin Candinas, né le 28 août 1980 à Ilanz (originaire de Sumvitg), est une personnalité politique suisse, membre du Centre.
Il est député du canton des Grisons au Conseil national depuis 2011.

## Biographie
Martin Candinas naît le 28 août 1980 à Ilanz, dans le canton des Grisons. Il est originaire d'une autre commune de la vallée de la Surselva, Sumvitg. Sa langue maternelle est le romanche.
Il grandit à Rabius. Après une maturité de type E (économie) obtenue à l'École cantonale de Coire, il fait un apprentissage auprès de l'assurance Helsana, puis obtient en cours d'emploi un diplôme fédéral de spécialiste en assurance sociale à l'École supérieure du sud-est de la Suisse (IbW), jusqu'à devenir directeur des ventes à l’agence générale de Coire,,. Depuis son élection au Conseil national, il y a réduit son temps de travail à 20 % tout en exerçant de nombreux autres mandats.
Il est marié à Eliane Somaini, une Soleuroise ancienne employée de commerce, et père de trois enfants. Il habite à Coire.

## Parcours politique
Membre fondateur et président des jeunes PDC de la Surselva de 2001 à 2007, il est membre du Grand Conseil du canton des Grisons de mai 2006 à novembre 2011. Plus jeune élu de l'assemblée jusqu'en 2010, il préside en 2010-2011 la commission chargée des questions de la santé et du social.
Tête de liste de son parti, il est élu au Conseil national lors des élections fédérales de 2011, et réélu en 2015, avec le deuxième meilleur score du canton, en 2019 et en 2023 (meilleur score des cinq élus). Il est membre de la Commission des transports et des télécommunications (CTT) et, depuis décembre 2019, de la Commission de la politique de sécurité (CPS). Il est également membre de la Commission de gestion (CdG) de décembre 2015 à décembre 2019. Il est notamment l'auteur du projet de congé de paternité de deux semaines accepté en votation populaire en septembre 2020. Deuxième vice-président du Conseil national en 2021, premier vice-président en 2022, il est élu président du conseil le 28 novembre 2022 par 181 voix sur 188.
Il est membre de la présidence du Centre et de la direction du PDC des Grisons.

### Positionnement politique
Martin Candinas est un centriste, situé selon les sujets entre le centre-gauche et la droite. Il est conservateur sur les sujets sociétaux mais a une fibre sociale,.
Il défend la voie bilatérale avec l'Union européenne et le service public, en particulier pour les régions périphériques. Il a refusé le mariage entre personnes de même sexe en Suisse.